# Hoplopleura apomydis
Hoplopleura apomydis är en insektsart som beskrevs av Ferris 1921. Hoplopleura apomydis ingår i släktet Hoplopleura och familjen gnagarlöss. Inga underarter finns listade i Catalogue of Life.